# Pristurus collaris
Espèce
Synonymes
- Spatalura collaris Steindachner, 1867
- Pristurus carteri collaris (Steindachner, 1867)

Statut de conservation UICN

 LC  : Préoccupation mineure
Pristurus collaris est une espèce de geckos de la famille des Sphaerodactylidae.

## Répartition
Cette espèce est endémique du Sud du Yémen.

## Publication originale
- Steindachner, 1867 : Reise der österreichischen Fregatte Novara um die Erde in den Jahren 1857, 1858, 1859 unter den Befehlen des Commodore B. von Wüllerstorf-Urbair (1861) - Zoologischer Theil - Erste Band - Reptilien p. 1-98.